# Phaulopsis savannicola
Phaulopsis savannicola är en akantusväxtart som beskrevs av M. Manktelow. Phaulopsis savannicola ingår i släktet Phaulopsis och familjen akantusväxter. Inga underarter finns listade i Catalogue of Life.